# UnderJams
Les UnderJams sont des couches-culottes jetables à enfiler. Elles sont utilisées comme un moyen de gérer l'énurésie. Elles sont fabriquées par Procter & Gamble et vendues sous sa marque Pampers. Elles sont similaires aux Huggies GoodNites, de Kimberley-Clark. Elles se veulent plus douces et silencieuses que les GoodNites. De style taille-basse elles sont moins visibles sous un pyjama.
Le nom Underjams vient de l'anglais under et de pyjama qui signifie « en dessous du pyjama ».

## Tailles
Les Pampers UnderJams sont proposées dans 2 tailles différentes, chacune déclinées pour filles et pour garçons. De plus, en fonction de la zone géographique, les tailles affichées varient.

## Dessins
Les UnderJams sont spécifiques au sexe. Assortis de dessins divers, les modèles pour filles sont à dominante violet pastel tandis que les modèles pour garçons sont à dominante vert pastel.